# Drum and bass
鼓打貝斯（英語：drum and bass，縮寫 d&b、DnB、dnb、deenbee、drum n bass、drum & bass等），是一種電子舞曲風格，有時也被稱為丛林舞曲。鼓打貝斯在1990年代早期出現，音樂風格以快速的節奏與碎拍的鼓點（一般而言介於每分鐘160-180拍之間）、輔以厚重複雜的低音聲線（bassline）著稱。如今，鼓打貝斯仍被視為一個偏於地下音樂的風格，但其影響力已擴及流行音樂與流行文化。
鼓打貝斯最初是英國1980年代的碎拍硬核與瑞舞場景中開展出的一個分支，融合了雷鬼、舞厅音乐、電音、放克、嘻哈、浩室、爵士樂、重金屬、雷鬼、搖滾樂、铁克诺音乐與出神音樂。

## 子风格

### 主流的Drum and Bass子风格
- Drumstep是Drum and Bass和Dubstep的融合产物。其鼓组为半速(half-time)，同时其余的元素仍然遵循着Drum and Bass常有的次低频低音(sub-bass)和曲速。[1][2][3]